# يان لوي
يان لوي (بالإنجليزية: Ian Lowe)‏ هو أكاديمي أسترالي، ولد في 1942.